# Kamila Drabek
Kamila Drabek (* 1995 in Bielsko-Biała) ist eine polnische Jazzmusikerin (Kontrabass, Komposition).

## Wirken
Drabek studierte an der Musikakademie Krakau bei Maciej Adamczak. Ihr musikalisches Spektrum reicht vom traditionellen Jazz bis zur experimentellen Avantgarde.
Drabek leitet ihr eigenes Trio Tercet Kamila Drabek (mit Marcin Konieczkowicz, Altsaxophon, und Kacper Kaźmierski, Schlagzeug), mit dem sie das Album Muzyka Naiwna (2019) mit überwiegend eigenen Kompositionen veröffentlichte; das Album wurde 2020 für den Fryderyk in der Kategorie „Bestes Newcomer-Album“ nominiert. 2024 folgte mit dem Trio bei Audio Cave das Album Tak bym chciala kochać już. Ergänzt um den Pianisten Kuba Banaszek trat ihre Band auch als Kraków Jazz Quartet auf.
Gemeinsam mit Monia Muc, Patrycja Wybrańczyk und Kateryna Ziabliuk bildete sie 2020 die Band O.N.E., die zwei Alben vorlegte und 2025 als Highlight des Festivals Sparks & Visions galt. Auch arbeitete sie mit Aga Zaryan, Jacek Kochan, Andrzej Zubek, Zbigniew Namysłowski und Beata Przybytek, weiterhin mit internationalen Größen wie Greg Osby und der kubanischen Band Vistel Brothers. Sie ist auch auf dem Album After Darkness Comes Light von Michael Kornas zu hören.
Drabek gewann die Jazz Phonographic Debut Competition 2019.